# Binghamton
La ville de Binghamton est le siège du comté de Broome, dans l'État de New York, aux États-Unis, située à 300 km par la route au nord-ouest de New York. D’après le recensement de 2010, la ville compte 47 376 habitants (252 320 avec son agglomération).
La ville est située à la confluence de la Susquehanna avec son affluent de la rive droite la rivière Chenango.

## Démographie
| Groupe            | Binghamton | New York | États-Unis |
| ----------------- | ---------- | -------- | ---------- |
| Blancs            | 77,6       | 65,8     | 72,4       |
| Afro-Américains   | 11,4       | 15,9     | 12,6       |
| Asiatiques        | 4,2        | 7,3      | 4,8        |
| Métis             | 4,4        | 3,0      | 2,9        |
| Autres            | 2,1        | 7,5      | 6,4        |
| Amérindiens       | 0,3        | 0,6      | 0,9        |
| Total             | 100        | 100      | 100        |
|                   |            |          |            |
| Latino-Américains | 6,4        | 17,6     | 16,7       |

Selon l'American Community Survey, pour la période 2011-2015, 86,33 % de la population âgée de plus de 5 ans déclare parler l'anglais à la maison, 3,67 % déclare parler l'espagnol, 1,50 % une langue chinoise, 0,62 % l'italien, 0,59 % l'hindi, 0,58 % le serbo-croate, 0,55 % le français 0,53 % le russe et 5,64 % une autre langue.
| Indicateur                             | Binghamton | États-Unis |
| -------------------------------------- | ---------- | ---------- |
| Personnes de moins de 5 ans            | 6,0 %      | 6,1 %      |
| Personnes de moins de 18 ans           | 19,4 %     | 22,6 %     |
| Personnes de plus de 65 ans            | 16,6 %     | 15,6 %     |
| Femmes                                 | 50,7 %     | 50,8 %     |
| Personnes par foyer                    | 2,25       | 2,64       |
| Vétérans                               | 5,5 %      | 8,0 %      |
| Personnes nées étrangères à l'étranger | 9,1 %      | 13,2 %     |
| Personnes sans assurance maladie       | 8,9 %      | 10,2 %     |
| Personnes avec un handicap             | 15,6 %     | 8,6 %      |
| Revenus annuels                        | 20 129 $   | 29 829 $   |
| Personnes sous le seuil de pauvreté    | 33,6 %     | 12,3 %     |
| Diplômés du lycée                      | 84,5 %     | 87,0 %     |
| Diplômés de l'université               | 23,5 %     | 30,3 %     |

## Transports

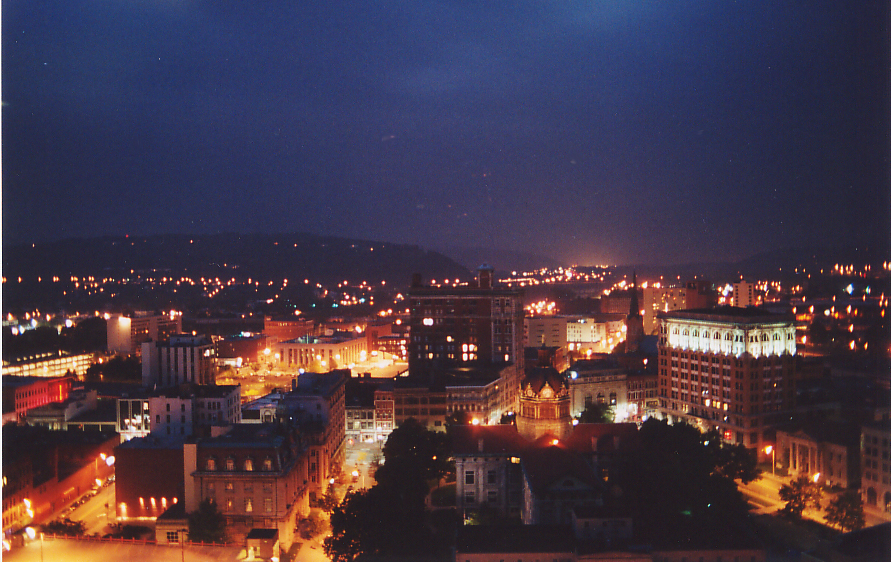
Binghamton dans la nuit.

Binghamton possède un aéroport (Greater Binghamton Airport, code AITA : BGM).

## Entreprises
Le canal Chenango, achevé en 1837, reliant Binghamton au canal Érié, a été à l'origine du développement industriel initial de la région. Cette croissance s'est accélérée avec l'achèvement du chemin de fer Érié entre Binghamton et Jersey City, NJ, en 1849.
À la fin du XIXe siècle et au début du XXe siècle, de nombreux immigrants se sont installés dans la région, trouvant une abondance d'emplois. La prospérité de la classe ouvrière fait que la région est alors appelée la «Vallée des opportunités»,.
Pendant la Seconde Guerre mondiale, la croissance des entreprises se poursuit. IBM, fondée dans le Grand Binghamton, devient un leader mondial de la technologie. Avec l'invention du simulateur de vol par Edwin Link à Binghamton, la croissance d'IBM contribue à faire passer la région à une économie de haute technologie, avec une partie de ses activités industrielles tournées vers la défense. Parmi les autres grands fabricants,peuvent être Ansco et General Electric. La population de la ville atteint un pic d'environ 85 000 habitants au milieu des années 1950.
Le développement suburbain d'après-guerre entraîne progressivement un déclin de la population de la ville au profit de localités proches villes. Les fabricants traditionnels ont connu également un déclin, bien que l'industrie technologique de Binghamton ait limité cet impact dans un premier temps. Les efforts de rénovation urbaine visant à inverser ces tendances ont dominé la construction dans la ville au cours des années 1960 et au début des années 1970. La population de la ville est passée d'environ 64 000 habitants en 1969 à 56 000 au début des années 1980.
Lorsque la guerre froide a pris fin en 1991 avec l'effondrement de l'Union soviétique, les industries liées à la défense dans la région de Binghamton ont commencé à diminuer d'activité, ce qui a entraîné plusieurs fermetures et des licenciements, notamment chez IBM, qui a vendu sa division Federal Systems et licencié plusieurs milliers de travailleurs. L'économie locale est entrée en récession et les emplois manufacturiers ont chuté de 64 % entre 1990 et 2013.

## Jumelages
- Borovitchi (Russie) depuis 1990
- La Teste-de-Buch (France) depuis 1987[13]

## Sport
En 2018, le Sports Business Journal a classé Binghamton au 10e rang des meilleures villes accueillant des équipes de ligues mineures.
Binghamton a été le siège de nombreuses équipes de hockey sur glace. Dusters de Broome (1977-1980), les Whalers de Binghamton (1980-1990) et les Rangers de Binghamton (1990-1997), les Senators de Binghamton (2002 à 2017) et les Devils de Binghamton (2017 et 2021) ont évolué en LAH.
Les Rumble Ponies de Binghamton, club de baseball mineur de niveau double-A, évolue quant à lui depuis 1992 dans la ville. Il est affilié aux Mets de New York et joue ses matches au Mirabito Stadium, stade d'une capacité de 6 000 places.